# فلورازيبام
فلورازيبام  (يتم تسويقه تحت الاسمين التجاريين Dalmane  و Dalmadorm) هو دواء من فئة البنـزوديازيبينات. يستخدم لعلاج الأرق،ومزيل القلق، ومضادات الاختلاج، والمنومة، ومهدئ، والذي قد يبقى آثره في الدم لعدة أيام.  وقد حصل فلومازيبام على براءة اختراع في عام 1968 ودخلت حيز الاستخدام الطبي في نفس العام.  كان فلورازيبام، الذي طورته شركة روش للأدوية، أحد أوائل المنومات البنزوديازيبينات (حبوب النوم) التي يتم تسويقها. 

## الاستخدامات الطبية

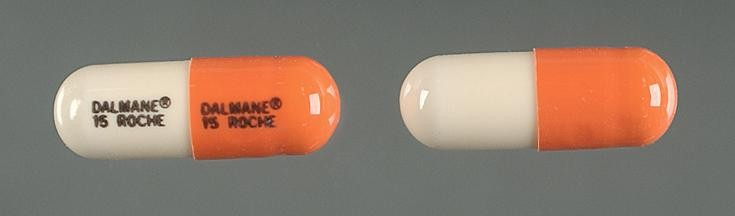

يستخدم فلورازيبام رسميًا للأرق الخفيف إلى المعتدل، ولذلك فهو يستخدم لعلاج قصير المدى لمرضى الأرق الخفيف إلى المعتدل مثل صعوبة النوم، أو الاستيقاظ المتكرر، أو الاستيقاظ المبكر. فلورازيبام هو البنزوديازيبين طويل المفعول ويستخدم أحيانًا للمرضى الذين يجدون صعوبة في النوم. البنزوديازيبينات نصف العمرية المتوسطة مفيدة أيضًا للمرضى الذين يعانون من صعوبة في النوم (مثل لوبرازولام، لورميتازيبام، تيمازيبام).
فلورازيبام لم يعد متاحًا في الولايات المتحدة؛ توقفت الشركة المنتجة الوحيدة لها، ميلان للأدوية، عن إنتاجها في يناير 2019. نشرت إدارة الأغذية والأدوية إدارة الغذاء والدواء تحديثًا (في 10-2-19) يتوقع أن تزود الصيدليات بإعادة التصنيع بحلول أوائل أو منتصف ديسمبر 2019.

## الآثار الجانبية
الآثار الضارة الأكثر شيوعًا هي الدوخة والنعاس والرؤية الضبابية وترنح. يحتوي فلورازيبام على إمكانية إساءة الاستخدام ويجب ألا يستخدم مع المشروبات الكحولية أو أي مادة أخرى يمكن أن تسبب النعاس. قد يسبب الإدمان وربما لدرجة قاتلة. يجب على مستخدمي الفلورازيبام تناول هذا الدواء فقط بالوصفة الطبية، ويجب ألا يؤخذ مباشرة قبل أن يخطط المستخدم للنوم ليلة كاملة. النعاس في اليوم التالي شائع وقد يزداد خلال المرحلة الأولية من العلاج حيث يحدث التراكم حتى يتم الوصول إلى مستويات البلازما في الحالة المستقرة.
وجد تحليل تلوي عام 2009 أن نسبة الإصابة 44٪ أعلى من الالتهابات الخفيفة، مثل التهاب البلعوم أو التهاب الجيوب الأنفية، لدى الأشخاص الذين يتناولون عقاقير منومة مقارنةً بأولئك الذين يتناولون الدواء المموه. 

## موانع وحذر خاص
البنزوديازيبينات تتطلب احتياطاً خاصاً إذا استخدمت لكبار السن، وأثناء الحمل، أو للأطفال، والأفراد الذين يعتمدون على الكحول أو المخدرات والأفراد الذين يعانون من اضطرابات نفسية مرضية . 

## المجتمع والثقافة

### إساءة استخدام المخدرات
فلورازيبام دواء يحتمل سوء الاستخدام. يمكن أن يحدث نوعان من إساءة استخدام المخدرات، إما إساءة الاستخدام الترفيهية حيث يتم أخذ الدواء لتحقيق درجة عالية، أو عندما يستمر الدواء لمدة طويلة ضد المشورة الطبية. 

### الوضع القانوني
فلورازيبام دواء مدرج في الجدول الرابع بموجب اتفاقية المؤثرات العقلية. 